# Макіївський трамвай
Макіївський трамвай — трамвайна система, що діяла у Макіївці (Донецька область).

## Історія
Макіївський трамвай відкрили у 23 листопада 1924 році. Це була перша на Донбасі трамвайна система.
До початку занепаду — 2004 року — існувало 6 маршрутів. Від 2004 року було 2 маршрути. Макіївський трамвай був закритий у червні 2006 року, через збіг трамвайних маршрутів з тролейбусними, а також через брак фінансування та зношеності контактної мережі і трамвайного парку. Згодом було розібрано 50 % колії. В результаті продажу трамвайної мережі був придбаний лише 1 тролейбус.

## Маршрути
| Роки      | № | Маршрут слідування                         |
| 1994-2000 | 1 | Вокзал — ПТУ № 66                          |
| 1994-2000 | 2 | Депо — Доменна                             |
| 1994-2000 | 3 | Доменна — Шлях Ілліча                      |
| 1994-2000 | 4 | ЯКХЗ — Селище Східний                      |
| 1994-2000 | 5 | Депо — ЯКХЗ                                |
| 1994-2000 | 6 | Доменна — Щегловка                         |
| 2004-2006 | 1 | ЯКХЗ — ПТУ № 66                            |
| 2004-2006 | 6 | Вулиця Малиновського — Плеханівський базар |

## Рухомий склад
- ТК-28 — 1 вагон поставки 1990 року; №РТ-2
- ВТК-24 — 1 вагон поставки 1991 року; №СН-9
- ВТК-09А (хопер-дозатор) — 1 вагон поставки 1979 року; №ХДП-3
- 71-605 — 61 вагон поставок 1975 (10 вагонів; №№112-121), 1977 (1 вагон; №216), 1980 (7 вагонів; №№171, 177-180, 182, 188), 1981 (16 вагонів; №№190-205), 1982 (10 вагонів; №№206-215), 1983 (6 вагонів; №№218-223), 1984 (4 вагони; №№224-227), 1986 (3 вагони; №№228-230), 1987 (1 вагон; №231), 1990 (2 вагони б/в з Кривого Рогу; №№244-245) та 1991 (1 вагон б/в з Кривого Рогу; №246) років
- 71-605А — 13 вагонів б/в з Кривого Рогу поставок 1990 (8 вагонів; №№232-237, 247) та 1991 (6 вагонів; №№238-243) років

## Депо
- Трамвайне депо №1 — закрите у 2006 році. Тут були приписані вагони ТК-28, ВТК-24, ВТК-09А, 71-605, 71-605А
- Трамвайне депо №2 — закрите у 2002 році. Тут були приписані вагони 71-605